# Saint-Julien, Côte-d'Or
Saint-Julien är en kommun i departementet Côte-d'Or i regionen Bourgogne-Franche-Comté i östra Frankrike. Kommunen ligger i kantonen Dijon 1er Canton som tillhör arrondissementet Dijon. År 2022 hade Saint-Julien 1 749 invånare.

## Befolkningsutveckling
Antalet invånare i kommunen Saint-Julien
Referens:INSEE